# NGC 1700
NGC 1700 je galaksija u zviježđu Eridanu.

## Vanjske poveznice
- SEDS: NGC 1700